# Charlotte's Web (1973)
E. B. White's Charlotte's Web (prt: A Teia de Carlota) é um filme de animação de longa-metragem produzido pela Hanna-Barbera Productions e Sagitario Producciones em 1973, baseado no livro homónimo escrito por E. B. White. O filme, distribuído pela Paramount Pictures nos cinemas em 1 de março de 1973, foi a primeira de apenas três produções de Hanna-Barbera que não se baseia em nas suas séries televisivas de animação — Heidi's Song (1982) e Once Upon a Forest (1993) sendo os restantes dois — e foi um moderado sucesso crítico e comercial. Ele tinha uma versão limitada em 22 de fevereiro de 1973 a Nova Iorque, e também publicado na Alemanha Ocidental, em 30 de março de 1973, e os 11 de agosto, na Suécia, e 25 de agosto no Japão.
As canções foram escritas pelos irmãos Sherman, que já havia composto a música de Mary Poppins (1964), The Jungle Book (1967) e Chitty Chitty Bang Bang (1968). O filme encontrou um dedicado público ao longo dos anos seguintes devido à televisão e à VHS; em 1994 o filme surpreendeu o mercado, tornando-se um dos títulos mais vendidos do ano, 21 anos após a sua estréia. Uma sequela, Charlotte's Web 2: Wilbur's Great Adventure (br: Wilbur e Seus Amigos), foi produzido em 2003 pela Paramount Pictures, seguida de um filme live-action baseado na história original, que foi lançado em 15 de dezembro de 2006. Um videogame desta adaptação foi também lançado em 12 de dezembro do mesmo ano.

## Sinopse
Um granjeiro decide matar um porco, porque nasceu de um tamanho muito pequeno. Por insistência da filha, ele decide finalmente deixar viver. A menina, chamada Fern Arable, cria o marranillo e chama Wilbur. Mais tarde, o pai de Fern Arable decide vender o cochim, e vendido ao tio da menina, Homer Zuckerman, que também tem uma fazenda.
Ali, Wilbur descobre que vai ser morto, pega medo e ouve a voz de Charlotte, uma aranha algo bruxa que promete ajudar. A aranha consegue proteger o marranillo Wilbur escrevendo mensagens espetaculares na tela (daí vem o título). Ao final, a aranha Charlotte morre e conseguem sair da corte de 511 dos seus filhos . Mas por muito que Wilbur ama essas crias, nunca poderão substituir a memória de Charlotte.

## Produção
Depois que o estúdio decidiu fazer o filme, Joe Barbera visitou E. B White, em Maine, Branca disse que partes do livro, ele não mudou e aqueles que foram "objecto de discussão."
Barbera Debbie Reynolds escreveu que o chamou e disse que ela estava disposta a aderir ao projeto, mesmo sem ser pago.

## Recepção
O filme está atualmente avaliado em 74% sobre o site Rotten Tomatoes . Craig Butler do All-Movie Guide criticou animação e trilha sonora, mas pediu uma adaptação fiel, observando que "nenhuma tentativa foi feita para amenizar a tristeza existencial no coração da história".
Dan Jardine e criticou o canção desenho animado "Sábado de a manhã" qualidade da animação, mas também indica que Hamner "mantém o suficiente da prosa elegante em branco o diálogo ea narração para manter o filme de ser um simples dolorosamente bem-experimento intencionadas." 
Christopher Null de Filmcritic.com disse que a animação é por vezes "francamente mau, mas a fábula clássica de E. B. White há pouco para trazer à vida". Quando foi relançado em DVD o filme recebeu uma Oppenheim Toy Portfolio Gold Award.

### Reação em E. B. White
De acordo com Gene Deitch, um diretor de animação e amigo de E. B. White, a esposa do autor escreveu as seguintes palavras em uma carta de 1977: "Nós nunca deixou de lamentar que a sua versão de « Charlotte's Web » nunca fez. A Hanna-Barbera versão nunca satisfeito qualquer um de nós ... uma farsa ... "  E. B. White ele escreveu o filme: "A história é interrompido a cada cinco minutos para alguém que pode cantar uma canção feliz. Eu não ligo para canções felizes. The Blue Hill Fair, que eu tentei relatar fielmente o livro tornou-se um mundo de Disney, com 76 trombones. Mas isso é o que você começa a rapina para Hollywood." White Disney já havia recusado, quando se ofereceu para fazer um filme baseado em Charlotte's Web.
De acordo com o filme escritor Earl Hamner Jr., a esposa de E. B. White (que às vezes dava conselhos e sugestões para os realizadores), teria preferido usar Mozart no filme em vez música de O Irmãos Sherman.